# Recha Meyer
Pour les articles homonymes, voir Meyer et Mendelssohn.
Pour les articles ayant des titres homophones, voir Mendelsohn et Mendelson.
Recha « Reikel » Meyer née Mendelssohn (née le 14 juillet 1767 à Berlin, morte le 23 avril 1831 dans la même ville) est la fille de Moses Mendelssohn.

## Biographie
Recha Mendelssohn est la troisième fille de Moses Mendelssohn et de son épouse Fromet Gugenheim. Elle était une petite-fille de Mendel Heymann (de). La sœur aînée Brendel sera écrivain sous le nom de Dorothea Schlegel, deux frères cadets Joseph Mendelssohn et Abraham Mendelssohn Bartholdy seront banquiers. Elle est une tante des compositeurs Fanny Mendelssohn et Felix Mendelssohn et des peintres Johannes et Philipp Veit.
Avec sa sœur Brendel et son frère Joseph, Recha Mendelssohn reçoit l'éducation de précepteurs. Elle passe souvent les vacances d'été avec ses frères et sœurs dans la résidence du Grand-duché de Mecklembourg-Schwerin, où Mendel Meyer, un ami proche de son père, travaille comme Juif de cour.
À l'été de 1786, Recha Mendelssohn épouse à la demande de son père, à l'âge de dix-neuf ans environ, le fils de Meyer, Mendel Nathan Meyer, dont la sœur Henriette épousera plus tard son frère Joseph. Recha Meyer vivait avec sa mère veuve et ses frères et sœurs plus jeunes avec son mari à Neustrelitz.
En octobre 1793 naît son unique enfant, une fille, Rebecca « Betty » Meyer. Le couple divorce en 1800. Après son divorce, Recha Meyer déménage à Altona avec sa mère et fonde un internat pour jeunes filles, dont elle s'occupe jusqu'à la mort de sa mère en 1812. Elle retourne à Berlin et vit avec la famille de son frère Abraham. En 1818, sa fille Betty épouse le banquier Heinrich Beer, frère du compositeur Giacomo Meyerbeer ; son petit-fils Anton Ludwig Beer naît en 1821, mais il décède à l'âge de dix ans.
Alors que la plupart de ses frères et sœurs se convertissent au christianisme, Recha Meyer reste dans la religion juive.
Recha Meyer fut malade toute sa vie et compte souvent sur le fait d'être prise en charge par des proches.

## Source, notes et références
- (de) Cet article est partiellement ou en totalité issu de l’article de Wikipédia en allemand intitulé « Recha Meyer » (voir la liste des auteurs).